# 国分三蔵
国分 三蔵（こくぶの さんぞう）は、江戸時代の博徒。目明し。甲州博徒の一人。

## 略歴
本名、矢崎三造。三蔵は甲州街道沿いである甲斐国国分村（笛吹市一宮町）を中心に甲府盆地東部を縄張りとしており、西保中村（山梨市牧丘町）の博徒西保周太郎と敵対した一之宮村の古屋左京の勢力を継承したと推測されている。
「山梨日日新聞（明治１７年）」掲載の連載小説「研合剱廼稲妻（とぎあわすつるぎのいなづま）」によれば、国分村の生まれではあるが、幼い時に両親と別れ、放浪中の武州で上州川俣宿の熊五郎という博徒親分に拾われ、同地で侠客としての修行を積んだと言う。
1895年（明治28年）頃作製の『雑記帳（岩間源七郎雑記帳）』に拠れば子分は竹居安五郎1000人、黒駒勝蔵500人に対し三蔵は子分300人を従えていたという。また、明治4年（1871年）の黒駒勝蔵捕縛に際した供述書である『山梨県史綱抄録 政治部 刑（明治元 - 13年』や、『慶応二丑年四月 請書連印帳 清水新魚町 丁頭 甚四郎扣』（慶応2年（1866年）4月）にも名が見られ、清水次郎長の一代記である天田愚庵の『東海遊侠伝』（巻四・第十二回）中にも「勝沼ノ三蔵」の表記で登場している。
勝沼の祐天仙之助や御殿伝蔵、犬上郡次郎とともに甲府の博徒・目明しである三井卯吉の子分となる。三蔵は駿河国の博徒清水次郎長の舎弟分である御殿伝蔵を配下に抱え、安政4年（1857年）に卯吉が敵対する博徒の連合部隊によって殺害された後に次郎長と交誼を結ぶ。文久2年（1862年）には関東取締出役や祐天仙之助、上野国の浪人犬上郡次郎らと竹居村の竹居安五郎を捕縛させる。その後も安五郎の勢力を継承した上黒駒村（笛吹市御坂町）の黒駒勝蔵と敵対し、出入を繰り広げる。
元治元年（1864年）3月には居宅を勝蔵一派に襲撃されて焼失し、行方をくらましており、殺害されたとも言われていたが、後述する新出史料の発見で慶応3年（1867年）頃までは活動が確認されることとなった。
三蔵の子分古屋留吉は三蔵と黒駒勝蔵との抗争について証言を残しており、三蔵を田安家の目明し的存在であったとしている。また、三蔵の人物について触れ「仏の三蔵」と評している。
三蔵の生年は不確定であるが、同じく三井卯吉の子分であった祐天仙之助（1824年生）と同年代である可能性が考えられている。また、国分三蔵を武蔵国高萩（埼玉県日高市）出身の博徒で目明し的存在でもあった高萩万次郎と同一人物であるとする説がある。この説の根拠は不明であるが、明治31年（1898年）「近世侠客有名鑑」では三蔵を「武フ国府ノ三蔵」と記していることや、三蔵が関東取締出役とともに竹居安五郎を捕縛している事実などから生じた説であるとも考えられている。

## 新発見の史料に見る三蔵
三蔵については従来史料が希薄であったが、2013年には山梨県立博物館における『黒駒勝蔵対清水次郎長-時代を動かしたアウトローたち-』展に際した調査活動により新出史料が見出された。これは八代郡夏目原村（笛吹市御坂町夏目原）の「河野家資料」の一部「国分三蔵トノ懸合方ノ件ニ付書状」で、年記は無いが関連史料の存在から慶応3年（1867年）に推定される。 内容は地域社会における紛争に関するもので、三蔵が調停を行っていることが確認される。また、当史料により元治元年の黒駒勝蔵との出入以来不明であった三蔵の活動が確認され、三蔵が生涯にわたり国分村を中心に勢力を張った在地に根付いたことが明らかにされた。
甲州市勝沼町等々力の慶専寺にある三蔵の墓碑には、「明治２年４月２１日没」とあり、これにより三蔵の没年が確定する。墓は十三回忌に当たる明治１５年に、元子分や親族、地域の者たちによって建立されており、彼が「仏の三蔵」として地域に受け入れられた侠客であったことがうかがえる。